# Little Matterhorn (Heard)
Das Little Matterhorn (englisch für Kleines Matterhorn) ist ein 1480 m hoher Berg in Form eines Vulkankegels auf der Insel Heard im südlichen Indischen Ozean. Er ragt 1,8 km nordnordwestlich des Fremantle Peak an der Nordflanke des Big Ben auf.
Teilnehmer der Australian National Antarctic Research Expeditions nahmen 1948 Vermessungen und die deskriptive Benennung vor.